# مادلين فريتز
مادلين فريتز هي عالِمة طب العظام ‏ كندية، ولدت في 3 نوفمبر 1896 في سانت جون في كندا، وتوفيت في 20 أغسطس 1990 في تورونتو في كندا.